# Graioceler
Die Graioceler (lateinisch Graioceli oder Garocelli) waren ein keltischer Stamm, der in den Westalpen lebte.
Sie sind nur dank einer Erwähnung in Caesars Bericht De bello Gallico über den Krieg in Gallien bekannt. Demnach lebte der Volksstamm in der Nähe der benachbarten Stämme der Ceutronen und der Caturiger, etwa im Gebiet der oberen Maurienne und im oberen Tal der Dora Baltea im Westen des Aostatals oder in benachbarten Alpentälern.
Ihre Hauptstadt soll Ocellum (altgriechisch Ὤκελον) geheißen haben. Mehrere Ortschaften in der Alpenregion tragen Ortsnamen, die etymologisch auf diese Urform zurückgehen können: Susa, Oulx, Usseglio (frankoprovenzalisch Usèi) und Aussois, ohne dass man bisher eine davon mit Sicherheit als Zentralort der Graioceler identifizieren könnte; außerdem liegen diese Orte nicht in der Region am Kleinen Sankt Bernhard.
Der Volksname fehlt in den Listen besiegter Stämme am Tropaeum Alpium, einem römischen Siegesdenkmal, und am Augustusbogen von Susa. Von ihm sind jedoch der antike Name Alpis Graia für den Alpenpass des Kleinen Sankt Bernhard sowie indirekt davon die Bezeichnung der Gebirgsgruppe der Grajischen Alpen abgeleitet.